# Mickaël Landreau
Mickaël Vincent André-Marie Landreau (Machecoul, 14 de maio de 1979), ou Mickaël Landreau, é um ex-futebolista francês. É o jogador com mais participações na Ligue 1: 618, entre 1997 e 2014, ano de sua aposentadoria.

## Clubes

### Nantes e PSG
Profissionalizou-se em 1996, no Nantes. Sua estreia foi contra o Bastia, em outubro, com apenas 17 anos de idade, e chegou a defender um pênalti do veterano Ľubomír Moravčík. Até 2006, o goleiro disputou 335 partidas (contabilizando as demais competições, 397) com a camisa dos Canários. Suas atuações renderam propostas de várias equipes (Barcelona, Monaco, Roma, Juventus, Olympique de Marseille, Manchester United e Celtic), foi contratado pelo Paris Saint-Germain (Arsenal e Milan tentaram contratá-lo no final do contrato) novamente com status de titular absoluto: até 2009, foram 114 jogos pela primeira divisão francesa. Ironicamente, sem Landreau, o Nantes cairia para a Ligue 2 após 45 anos seguidos na elite.
Ao final da temporada 2007-08, especulou-se a saída do goleiro, uma vez que Grégory Coupet (reserva na Copa de 2006, assim como Landreau) manifestara interesse em defender o PSG, mas Charles Villeneuve, então presidente do clube, garantiu que "Michellin" estava em seus planos para o próximo campeonato. Cogitou-se, ainda, a contratação do goleiro pelo Real Madrid, para a reserva de Iker Casillas. Com a ida de Coupet ao PSG, a situação de Landreau ficou instável, e ele optou em se transferir ao Lille, que pagou 2 milhões de euros para contar com o goleiro.

### Lille: lesão antes da estreia e saída da equipe
Cinco dias após assinar com os Dogues, Landreau sofreu uma grave lesão no joelho, e ficou afastado por 6 meses. Durante sua ausência, o reserva Ludovic Butelle assumiu a titularidade, devolvida a "Michellin" em outubro. Deixou a equipe em dezembro de 2012, após divergências com o diretor-geral Frederic Paquet.

### Passagem pelo Bastia, recorde e aposentadoria
Ainda em dezembro, Landreay assinou um contrato de apenas 6 meses com o Bastia, a mesma equipe que ele enfrentou na estreia como atleta profissional, 16 anos antes. Após a contratação, disse que rejeitou uma proposta para defender a Inter de Milão.
Um ano depois, no clássico entre Bastia e Ajaccio, entrou para a história do futebol francês ao disputar sua 602ª partida, igualando o recorde de partidas na Ligue 1, pertencente ao também goleiro Jean-Luc Ettori. O recorde foi superado no jogo frente ao Évian. Landreau encerrou sua carreira clubística 2 dias antes de completar 35 anos.

## Seleção Francesa
Presente nas seleções francesas de base desde 1997, Landreau estreou com a seleção principal em 2001, na Copa das Confederações, contra o México, derrotado por 4 a 0. Acabou preterido para a Copa de 2002 - Ulrich Ramé foi convocado - , mas voltaria a envergar a camisa francesa pouco depois. Convocado para a Eurocopa de 2004, viu do banco de reservas a eliminação nas quartas-de-final para a surpreendente Grécia, que tornaria-se a campeã do torneio.
Integrou ainda o elenco que disputou a Copa de 2006, novamente como terceiro goleiro (embora usasse a camisa 1), ficando com o vice-campeonato. Não foi lembrado por Raymond Domenech para disputar a Eurocopa de 2008, e também ficou de fora da Copa de 2010, na África do Sul, onde a França não repetiu o desempenho na Alemanha e caiu na primeira fase.
Para homenageá-lo, o técnico Didier Deschamps convocou Landreau para a Copa de 2014, mais uma vez como terceira opção ao gol dos Bleus. A participação francesa no torneio encerrou-se com derrota para a Alemanha, por 1 a 0, e Landreau encerrou a carreira na seleção com apenas 11 partidas disputadas.

## Títulos
Nantes
- Ligue 1: 2000–01
- Copa da França: 1998–99 e 1999–00
- Supercopa da França: 1999 e 2001

Paris Saint-Germain
- Copa da Liga Francesa: 2007–08

Lille
- Ligue 1: 2010–11
- Copa da França: 2010–11

França
- Copa das Confederações: 2001 e 2003